# احمد بامسعود
احمد بامسعود (انگلیسی: Ahmed Bamsaud؛ زادهٔ ۲۲ نوامبر ۱۹۹۵) بازیکن فوتبال اهل عربستان سعودی است.
از باشگاه‌هایی که در آن بازی کرده‌است می‌توان به باشگاه فوتبال الهلال اشاره کرد.
وی همچنین در تیم‌های ملی فوتبال زیر ۲۳ سال عربستان سعودی و عربستان سعودی بازی کرده‌است.